# 4366 Venikagan
4366 Venikagan è un asteroide della fascia principale del diametro medio di circa 30,61 km. Scoperto nel 1979, presenta un'orbita caratterizzata da un semiasse maggiore pari a 3,1544319 UA e da un'eccentricità di 0,1434801, inclinata di 1,73658° rispetto all'eclittica.